# Нова десница
„Нова десница“ (на румънски: Noua Dreaptă) е румънска крайно-дясна политическа партия, основана през 2000 година.
„Нова десница“ обябява че найна крайна политическа цел е възстановяването на „Велика Румъния“. Партията се противопоставя на принципите на представителната демокрация, които тя вижда като „неадекватно“, форма на управление.